# Unicodeblock Sharada
Der Unicode-Block Sharada (11180–111DF) enthält die Sharada-Schrift. Dieser Abkömmling der Brahmi-Schrift wurde bis weit ins 20. Jahrhundert vor allem in der Region Kaschmir verwendet.

## Liste
| Unicodenummer   | Zeichen (400 %) | Kategorie                               | Bidirektionale Klasse       | Offizielle Bezeichnung             | Beschreibung                            |
| --------------- | --------------- | --------------------------------------- | --------------------------- | ---------------------------------- | --------------------------------------- |
| U+11180 (70016) | 𑆀                | Markierung ohne Extrabreite             | Markierung ohne Extrabreite | SHARADA SIGN CANDRABINDU           | Sharada-Zeichen Candrabindu             |
| U+11181 (70017) | 𑆁                | Markierung ohne Extrabreite             | Markierung ohne Extrabreite | SHARADA SIGN ANUSVARA              | Sharada-Zeichen Anusvara                |
| U+11182 (70018) | 𑆂                | Markierung mit Extrabreite              | links nach rechts           | SHARADA SIGN VISARGA               | Sharada-Zeichen Visarga                 |
| U+11183 (70019) | 𑆃               | anderer Buchstabe, Silbe oder Ideogramm | links nach rechts           | SHARADA LETTER A                   | Sharada-Buchstabe A                     |
| U+11184 (70020) | 𑆄               | anderer Buchstabe, Silbe oder Ideogramm | links nach rechts           | SHARADA LETTER AA                  | Sharada-Buchstabe Aa                    |
| U+11185 (70021) | 𑆅               | anderer Buchstabe, Silbe oder Ideogramm | links nach rechts           | SHARADA LETTER I                   | Sharada-Buchstabe I                     |
| U+11186 (70022) | 𑆆               | anderer Buchstabe, Silbe oder Ideogramm | links nach rechts           | SHARADA LETTER II                  | Sharada-Buchstabe Ii                    |
| U+11187 (70023) | 𑆇               | anderer Buchstabe, Silbe oder Ideogramm | links nach rechts           | SHARADA LETTER U                   | Sharada-Buchstabe U                     |
| U+11188 (70024) | 𑆈               | anderer Buchstabe, Silbe oder Ideogramm | links nach rechts           | SHARADA LETTER UU                  | Sharada-Buchstabe Uu                    |
| U+11189 (70025) | 𑆉               | anderer Buchstabe, Silbe oder Ideogramm | links nach rechts           | SHARADA LETTER VOCALIC R           | Sharada-Buchstabe vokalisches R         |
| U+1118A (70026) | 𑆊               | anderer Buchstabe, Silbe oder Ideogramm | links nach rechts           | SHARADA LETTER VOCALIC RR          | Sharada-Buchstabe vokalisches Rr        |
| U+1118B (70027) | 𑆋               | anderer Buchstabe, Silbe oder Ideogramm | links nach rechts           | SHARADA LETTER VOCALIC L           | Sharada-Buchstabe vokalisches L         |
| U+1118C (70028) | 𑆌               | anderer Buchstabe, Silbe oder Ideogramm | links nach rechts           | SHARADA LETTER VOCALIC LL          | Sharada-Buchstabe vokalisches Ll        |
| U+1118D (70029) | 𑆍               | anderer Buchstabe, Silbe oder Ideogramm | links nach rechts           | SHARADA LETTER E                   | Sharada-Buchstabe E                     |
| U+1118E (70030) | 𑆎               | anderer Buchstabe, Silbe oder Ideogramm | links nach rechts           | SHARADA LETTER AI                  | Sharada-Buchstabe Ai                    |
| U+1118F (70031) | 𑆏               | anderer Buchstabe, Silbe oder Ideogramm | links nach rechts           | SHARADA LETTER O                   | Sharada-Buchstabe O                     |
| U+11190 (70032) | 𑆐               | anderer Buchstabe, Silbe oder Ideogramm | links nach rechts           | SHARADA LETTER AU                  | Sharada-Buchstabe Au                    |
| U+11191 (70033) | 𑆑               | anderer Buchstabe, Silbe oder Ideogramm | links nach rechts           | SHARADA LETTER KA                  | Sharada-Buchstabe Ka                    |
| U+11192 (70034) | 𑆒               | anderer Buchstabe, Silbe oder Ideogramm | links nach rechts           | SHARADA LETTER KHA                 | Sharada-Buchstabe Kha                   |
| U+11193 (70035) | 𑆓               | anderer Buchstabe, Silbe oder Ideogramm | links nach rechts           | SHARADA LETTER GA                  | Sharada-Buchstabe Ga                    |
| U+11194 (70036) | 𑆔               | anderer Buchstabe, Silbe oder Ideogramm | links nach rechts           | SHARADA LETTER GHA                 | Sharada-Buchstabe Gha                   |
| U+11195 (70037) | 𑆕               | anderer Buchstabe, Silbe oder Ideogramm | links nach rechts           | SHARADA LETTER NGA                 | Sharada-Buchstabe Nga                   |
| U+11196 (70038) | 𑆖               | anderer Buchstabe, Silbe oder Ideogramm | links nach rechts           | SHARADA LETTER CA                  | Sharada-Buchstabe Ca                    |
| U+11197 (70039) | 𑆗               | anderer Buchstabe, Silbe oder Ideogramm | links nach rechts           | SHARADA LETTER CHA                 | Sharada-Buchstabe Cha                   |
| U+11198 (70040) | 𑆘               | anderer Buchstabe, Silbe oder Ideogramm | links nach rechts           | SHARADA LETTER JA                  | Sharada-Buchstabe Ja                    |
| U+11199 (70041) | 𑆙               | anderer Buchstabe, Silbe oder Ideogramm | links nach rechts           | SHARADA LETTER JHA                 | Sharada-Buchstabe Jha                   |
| U+1119A (70042) | 𑆚               | anderer Buchstabe, Silbe oder Ideogramm | links nach rechts           | SHARADA LETTER NYA                 | Sharada-Buchstabe Nya                   |
| U+1119B (70043) | 𑆛               | anderer Buchstabe, Silbe oder Ideogramm | links nach rechts           | SHARADA LETTER TTA                 | Sharada-Buchstabe Tta                   |
| U+1119C (70044) | 𑆜               | anderer Buchstabe, Silbe oder Ideogramm | links nach rechts           | SHARADA LETTER TTHA                | Sharada-Buchstabe Ttha                  |
| U+1119D (70045) | 𑆝               | anderer Buchstabe, Silbe oder Ideogramm | links nach rechts           | SHARADA LETTER DDA                 | Sharada-Buchstabe Dda                   |
| U+1119E (70046) | 𑆞               | anderer Buchstabe, Silbe oder Ideogramm | links nach rechts           | SHARADA LETTER DDHA                | Sharada-Buchstabe Ddha                  |
| U+1119F (70047) | 𑆟               | anderer Buchstabe, Silbe oder Ideogramm | links nach rechts           | SHARADA LETTER NNA                 | Sharada-Buchstabe Nna                   |
| U+111A0 (70048) | 𑆠               | anderer Buchstabe, Silbe oder Ideogramm | links nach rechts           | SHARADA LETTER TA                  | Sharada-Buchstabe Ta                    |
| U+111A1 (70049) | 𑆡               | anderer Buchstabe, Silbe oder Ideogramm | links nach rechts           | SHARADA LETTER THA                 | Sharada-Buchstabe Tha                   |
| U+111A2 (70050) | 𑆢               | anderer Buchstabe, Silbe oder Ideogramm | links nach rechts           | SHARADA LETTER DA                  | Sharada-Buchstabe Da                    |
| U+111A3 (70051) | 𑆣               | anderer Buchstabe, Silbe oder Ideogramm | links nach rechts           | SHARADA LETTER DHA                 | Sharada-Buchstabe Dha                   |
| U+111A4 (70052) | 𑆤               | anderer Buchstabe, Silbe oder Ideogramm | links nach rechts           | SHARADA LETTER NA                  | Sharada-Buchstabe Na                    |
| U+111A5 (70053) | 𑆥               | anderer Buchstabe, Silbe oder Ideogramm | links nach rechts           | SHARADA LETTER PA                  | Sharada-Buchstabe Pa                    |
| U+111A6 (70054) | 𑆦               | anderer Buchstabe, Silbe oder Ideogramm | links nach rechts           | SHARADA LETTER PHA                 | Sharada-Buchstabe Pha                   |
| U+111A7 (70055) | 𑆧               | anderer Buchstabe, Silbe oder Ideogramm | links nach rechts           | SHARADA LETTER BA                  | Sharada-Buchstabe Ba                    |
| U+111A8 (70056) | 𑆨               | anderer Buchstabe, Silbe oder Ideogramm | links nach rechts           | SHARADA LETTER BHA                 | Sharada-Buchstabe Bha                   |
| U+111A9 (70057) | 𑆩               | anderer Buchstabe, Silbe oder Ideogramm | links nach rechts           | SHARADA LETTER MA                  | Sharada-Buchstabe Ma                    |
| U+111AA (70058) | 𑆪               | anderer Buchstabe, Silbe oder Ideogramm | links nach rechts           | SHARADA LETTER YA                  | Sharada-Buchstabe Ya                    |
| U+111AB (70059) | 𑆫               | anderer Buchstabe, Silbe oder Ideogramm | links nach rechts           | SHARADA LETTER RA                  | Sharada-Buchstabe Ra                    |
| U+111AC (70060) | 𑆬               | anderer Buchstabe, Silbe oder Ideogramm | links nach rechts           | SHARADA LETTER LA                  | Sharada-Buchstabe La                    |
| U+111AD (70061) | 𑆭               | anderer Buchstabe, Silbe oder Ideogramm | links nach rechts           | SHARADA LETTER LLA                 | Sharada-Buchstabe Lla                   |
| U+111AE (70062) | 𑆮               | anderer Buchstabe, Silbe oder Ideogramm | links nach rechts           | SHARADA LETTER VA                  | Sharada-Buchstabe Va                    |
| U+111AF (70063) | 𑆯               | anderer Buchstabe, Silbe oder Ideogramm | links nach rechts           | SHARADA LETTER SHA                 | Sharada-Buchstabe Sha                   |
| U+111B0 (70064) | 𑆰               | anderer Buchstabe, Silbe oder Ideogramm | links nach rechts           | SHARADA LETTER SSA                 | Sharada-Buchstabe Ssa                   |
| U+111B1 (70065) | 𑆱               | anderer Buchstabe, Silbe oder Ideogramm | links nach rechts           | SHARADA LETTER SA                  | Sharada-Buchstabe Sa                    |
| U+111B2 (70066) | 𑆲               | anderer Buchstabe, Silbe oder Ideogramm | links nach rechts           | SHARADA LETTER HA                  | Sharada-Buchstabe Ha                    |
| U+111B3 (70067) | 𑆳                | Markierung mit Extrabreite              | links nach rechts           | SHARADA VOWEL SIGN AA              | Sharada-Vokalzeichen Aa                 |
| U+111B4 (70068) | 𑆴                | Markierung mit Extrabreite              | links nach rechts           | SHARADA VOWEL SIGN I               | Sharada-Vokalzeichen I                  |
| U+111B5 (70069) | 𑆵                | Markierung mit Extrabreite              | links nach rechts           | SHARADA VOWEL SIGN II              | Sharada-Vokalzeichen Ii                 |
| U+111B6 (70070) | 𑆶                | Markierung ohne Extrabreite             | Markierung ohne Extrabreite | SHARADA VOWEL SIGN U               | Sharada-Vokalzeichen U                  |
| U+111B7 (70071) | 𑆷                | Markierung ohne Extrabreite             | Markierung ohne Extrabreite | SHARADA VOWEL SIGN UU              | Sharada-Vokalzeichen Uu                 |
| U+111B8 (70072) | 𑆸                | Markierung ohne Extrabreite             | Markierung ohne Extrabreite | SHARADA VOWEL SIGN VOCALIC R       | Sharada-Vokalzeichen vokalisches R      |
| U+111B9 (70073) | 𑆹                | Markierung ohne Extrabreite             | Markierung ohne Extrabreite | SHARADA VOWEL SIGN VOCALIC RR      | Sharada-Vokalzeichen vokalisches Rr     |
| U+111BA (70074) | 𑆺                | Markierung ohne Extrabreite             | Markierung ohne Extrabreite | SHARADA VOWEL SIGN VOCALIC L       | Sharada-Vokalzeichen vokalisches L      |
| U+111BB (70075) | 𑆻                | Markierung ohne Extrabreite             | Markierung ohne Extrabreite | SHARADA VOWEL SIGN VOCALIC LL      | Sharada-Vokalzeichen vokalisches Ll     |
| U+111BC (70076) | 𑆼                | Markierung ohne Extrabreite             | Markierung ohne Extrabreite | SHARADA VOWEL SIGN E               | Sharada-Vokalzeichen E                  |
| U+111BD (70077) | 𑆽                | Markierung ohne Extrabreite             | Markierung ohne Extrabreite | SHARADA VOWEL SIGN AI              | Sharada-Vokalzeichen Ai                 |
| U+111BE (70078) | 𑆾                | Markierung ohne Extrabreite             | Markierung ohne Extrabreite | SHARADA VOWEL SIGN O               | Sharada-Vokalzeichen O                  |
| U+111BF (70079) | 𑆿                | Markierung mit Extrabreite              | links nach rechts           | SHARADA VOWEL SIGN AU              | Sharada-Vokalzeichen Au                 |
| U+111C0 (70080) | 𑇀                | Markierung mit Extrabreite              | links nach rechts           | SHARADA SIGN VIRAMA                | Sharada-Zeichen Virama                  |
| U+111C1 (70081) | 𑇁               | anderer Buchstabe, Silbe oder Ideogramm | links nach rechts           | SHARADA SIGN AVAGRAHA              | Sharada-Zeichen Avagraha                |
| U+111C2 (70082) | 𑇂               | anderer Buchstabe, Silbe oder Ideogramm | links nach rechts           | SHARADA SIGN JIHVAMULIYA           | Sharada-Zeichen Jihvamuliya             |
| U+111C3 (70083) | 𑇃               | anderer Buchstabe, Silbe oder Ideogramm | links nach rechts           | SHARADA SIGN UPADHMANIYA           | Sharada-Zeichen Upadhmaniya             |
| U+111C4 (70084) | 𑇄               | anderer Buchstabe, Silbe oder Ideogramm | links nach rechts           | SHARADA OM                         | Sharada-Om                              |
| U+111C5 (70085) | 𑇅               | andere Interpunktion                    | links nach rechts           | SHARADA DANDA                      | Sharada-Danda                           |
| U+111C6 (70086) | 𑇆               | andere Interpunktion                    | links nach rechts           | SHARADA DOUBLE DANDA               | Sharada-doppeltes Danda                 |
| U+111C7 (70087) | 𑇇               | andere Interpunktion                    | links nach rechts           | SHARADA ABBREVIATION SIGN          | Sharada-Abkürzungszeichen               |
| U+111C8 (70088) | 𑇈               | andere Interpunktion                    | links nach rechts           | SHARADA SEPARATOR                  | Sharada-Trenner                         |
| U+111CD (70093) | 𑇍               | andere Interpunktion                    | links nach rechts           | SHARADA SUTRA MARK                 | Sharada-Sutra-Marke                     |
| U+111CE (70094) | 𑇎                | Markierung mit Extrabreite              | links nach rechts           | SHARADA VOWEL SIGN PRISHTHAMATRA E | Sharada-Vokalzeichen Prishthamatra-E    |
| U+111CF (70095) | 𑇏                | Markierung ohne Extrabreite             | Markierung ohne Extrabreite | SHARADA SIGN INVERTED CANDRABINDU  | Sharada-Zeichen umgekehrtes Candrabindu |
| U+111D0 (70096) | 𑇐               | Dezimalziffer                           | links nach rechts           | SHARADA DIGIT ZERO                 | Sharada-Ziffer Null                     |
| U+111D1 (70097) | 𑇑               | Dezimalziffer                           | links nach rechts           | SHARADA DIGIT ONE                  | Sharada-Ziffer Eins                     |
| U+111D2 (70098) | 𑇒               | Dezimalziffer                           | links nach rechts           | SHARADA DIGIT TWO                  | Sharada-Ziffer Zwei                     |
| U+111D3 (70099) | 𑇓               | Dezimalziffer                           | links nach rechts           | SHARADA DIGIT THREE                | Sharada-Ziffer Drei                     |
| U+111D4 (70100) | 𑇔               | Dezimalziffer                           | links nach rechts           | SHARADA DIGIT FOUR                 | Sharada-Ziffer Vier                     |
| U+111D5 (70101) | 𑇕               | Dezimalziffer                           | links nach rechts           | SHARADA DIGIT FIVE                 | Sharada-Ziffer Fünf                     |
| U+111D6 (70102) | 𑇖               | Dezimalziffer                           | links nach rechts           | SHARADA DIGIT SIX                  | Sharada-Ziffer Sechs                    |
| U+111D7 (70103) | 𑇗               | Dezimalziffer                           | links nach rechts           | SHARADA DIGIT SEVEN                | Sharada-Ziffer Sieben                   |
| U+111D8 (70104) | 𑇘               | Dezimalziffer                           | links nach rechts           | SHARADA DIGIT EIGHT                | Sharada-Ziffer Acht                     |
| U+111D9 (70105) | 𑇙               | Dezimalziffer                           | links nach rechts           | SHARADA DIGIT NINE                 | Sharada-Ziffer Neun                     |
| U+111DA (70106) | 𑇚               | anderer Buchstabe, Silbe oder Ideogramm | links nach rechts           | SHARADA EKAM                       | Sharada-Ekam                            |